# 日野慎之助
日野 慎之助（ひの しんのすけ）は、日本の漫画家、イラストレーター。セガ（Jフォース）、アイディアファクトリーの元社員。

## 作品リスト

### ビデオゲーム
- ドラゴンフォース（キャラクターデザイン）
  - リメイクのデザインも担当
- スペクトラルフォース（キャラクターデザイン）
- スペクトラルフォース2（キャラクターデザイン）
- スペクトラルタワー（パッケージイラスト）
- スペクトラルタワー2（主役キャタクターデザイン）
- スターオーシャン ブルースフィア（降板）
- カオスウォーズ（キャラクターデザイン1体担当）
- エレメンタルモンスター ～五柱神の謎～（キャラクターデザイン）
- GUILTY GEAR XX（キャラクターイラスト）

### 漫画
- ファイアーエムブレム トラキア776（ファミ通ブロス、全1巻）

### イラストレーション
- ドラゴンフォース（ドラマCDイラスト）
- トリスメギトス　光の神遺物（挿絵担当）
- 小説版ファイアーエムブレム トラキア776（挿絵担当）
- 小説版ファイアーエムブレム 紋章の謎（挿絵担当）
- モンスターコレクション（カードイラスト）
- アニムンサクシス（カードイラスト）
- 妖精伝承（カードイラスト）
- アルテイル（カードイラスト）
- 戦国絢爛チョコ（カードイラスト）
- ファイアーエムブレム 覚醒（追加キャラクターデザイン「異界のカチュア」）
- 幕末SPIRITS（カードイラスト）
- 新潟県南魚沼市六日町商店街 「兼続通り商店街」武将立像デザイン
- 大阪堺市「堺市文化財特別公開」パンフレットイラスト
- ソード・ワールド2.0リプレイ ドラゴンスレイヤーズ ‐かくて神への扉はひらかれる‐（挿絵）
- ファイアーエムブレム ヒーローズ（一部キャラクターデザイン）